# Lasioglossum aspasia
Lasioglossum aspasia là một loài Hymenoptera trong họ Halictidae. Loài này được Smith mô tả khoa học năm 1879.